# Wicklow
Wicklow (em irlandês: Loch Garman) é a sede do Condado de Wicklow na República da Irlanda. A cidade é ligada a capital Dublin via rodovia N11, e a rede nacional ferroviária. 